# Гадзола
Гадзо́ла (итал. Gazzola) —  коммуна в Италии, располагается в регионе Эмилия-Романья, подчиняется административному центру Пьяченца.
Население составляет 1677 человек, плотность населения составляет 38 чел./км². Занимает площадь 44 км². Почтовый индекс — 29010. Телефонный код — 0523.